# Liste der Mitglieder der National Academy of Sciences/2018
Im Jahr 2018 wählte die National Academy of Sciences der Vereinigten Staaten 105 Personen zu ihren Mitgliedern.

## Neugewählte Mitglieder

### Mitglieder
- Héctor D. Abruña
- Arun Agrawal
- Natalie G. Ahn
- Sanjeev Arora
- Orley C. Ashenfelter
- Mahzarin R. Banaji
- Utpal Banerjee
- Carol A. Barnes
- Rodolphe Barrangou
- David Bercovici
- Joy M. Bergelson
- Shelley Berger
- Andrea L. Bertozzi
- Lars Bildsten
- Kristie A. Boering
- Judith Campisi
- Raj Chetty
- Dalton Conley
- Sean Cutler
- Yang Dan
- Roger J. Davis
- Scott E. Denmark
- Claude Desplan
- Sarah C. R. Elgin
- Paula S. England
- Amy N. Finkelstein
- Igor B. Frenkel
- Ying-Hui Fu
- Huajian Gao
- Karen I. Goldberg
- Michael M. Gottesman
- Jack D. Griffith
- Daniel A. Haber
- Christopher D. Hacon
- Susan P. Harrison
- Trevor Hastie
- Daniel Herschlag
- Harald Hess
- Ehud Y. Isacoff
- Akiko Iwasaki
- Vassiliki Kalogera
- Mehran Kardar
- Dennis L. Kasper
- James F. Kasting
- Haig H. Kazazian (1937–2022)
- Christopher W. Kuzawa
- Barbara Landau
- Jennifer A. Lewis
- Haifan Lin
- Jonathan B. Losos
- Karolin Luger
- Mikhail D. Lukin
- David MacMillan
- Michael Manga
- Charles M. Marcus
- Carol A. Mason
- Susan R. McCouch
- David Milstein
- Stephen J. O’Brien
- Peter S. Ozsvath
- T. Douglas Price
- Peter B. Reich
- Eric J. Rignot
- Andrej Sali
- Alejandro Sánchez Alvarado
- David G. Schatz
- Olaf Schneewind (1961–2019)
- Arlene H. Sharpe
- Mikhail Shifman
- Richard H. Thaler
- John L. Tonry
- Umesh V. Vazirani
- Richard D. Vierstra
- Günter Paul Wagner
- Diana Harrison Wall
- Christopher A. Walsh
- Clare M. Waterman
- Xiao-Gang Wen
- Steven R. White
- Cathy L. Whitlock
- Mihalis Yannakakis
- Virginia A. Zakian
- Matias Zaldarriaga
- Feng Zhang

### Ausländische Mitglieder
- Eva-Mari Aro
- J. Georg Bednorz
- Gerardo Ceballos González
- Ronald D. Ekers
- Gerd Faltings
- Peter Hagoort
- Panagiotis Karkanas
- Anne L’Huillier
- Tomas Lindahl
- Pablo A. Marquet
- Cheikh Mbacke
- Ginés Morata
- Risto M. Nieminen
- Raúl Padrón
- David Penny (1938–2024)
- Miroslav Radman
- Michael Reth
- Helmut Schwarz
- Simon Tavaré
- Karen H. Vousden
- Anastasios Xepapadeas